# Platycoelia occidentalis
Platycoelia occidentalis är en skalbaggsart som beskrevs av Ohaus 1904. Platycoelia occidentalis ingår i släktet Platycoelia och familjen Rutelidae. Inga underarter finns listade i Catalogue of Life.